# Eihäute
Eihäute, auch Embryonalhüllen, Fruchthüllen oder Keimhüllen genannt, umgeben den sich entwickelnden Embryo bzw. Fötus im Ei einiger Gliederfüßer sowie im Ei bzw. im Uterus amniotischer Landwirbeltiere einschließlich des Menschen. Es handelt sich um vom Embryo selbst gebildetes Gewebe.
Bei Insekten und Skorpionen sowie bei Vögeln, Reptilien und Säugetieren unterscheidet man zwei Eihäute, das Amnion und die Serosa. Das Amnion ist die innere Eihaut und die Serosa die äußere. Amnion und Serosa der Gliederfüßer sind nicht homolog den Eihäuten der Amnioten. Die Serosa wird bei Amnioten normalerweise Chorion genannt, bei Insekten hingegen ist das Chorion keine Eihaut, sondern eine (sekundäre) Hülle des unbefruchteten Eis, die noch im Eierstock des Muttertieres gebildet wird, und weder homolog noch analog der Serosa der Amnioten.

## Embryonalhüllen der Amnioten

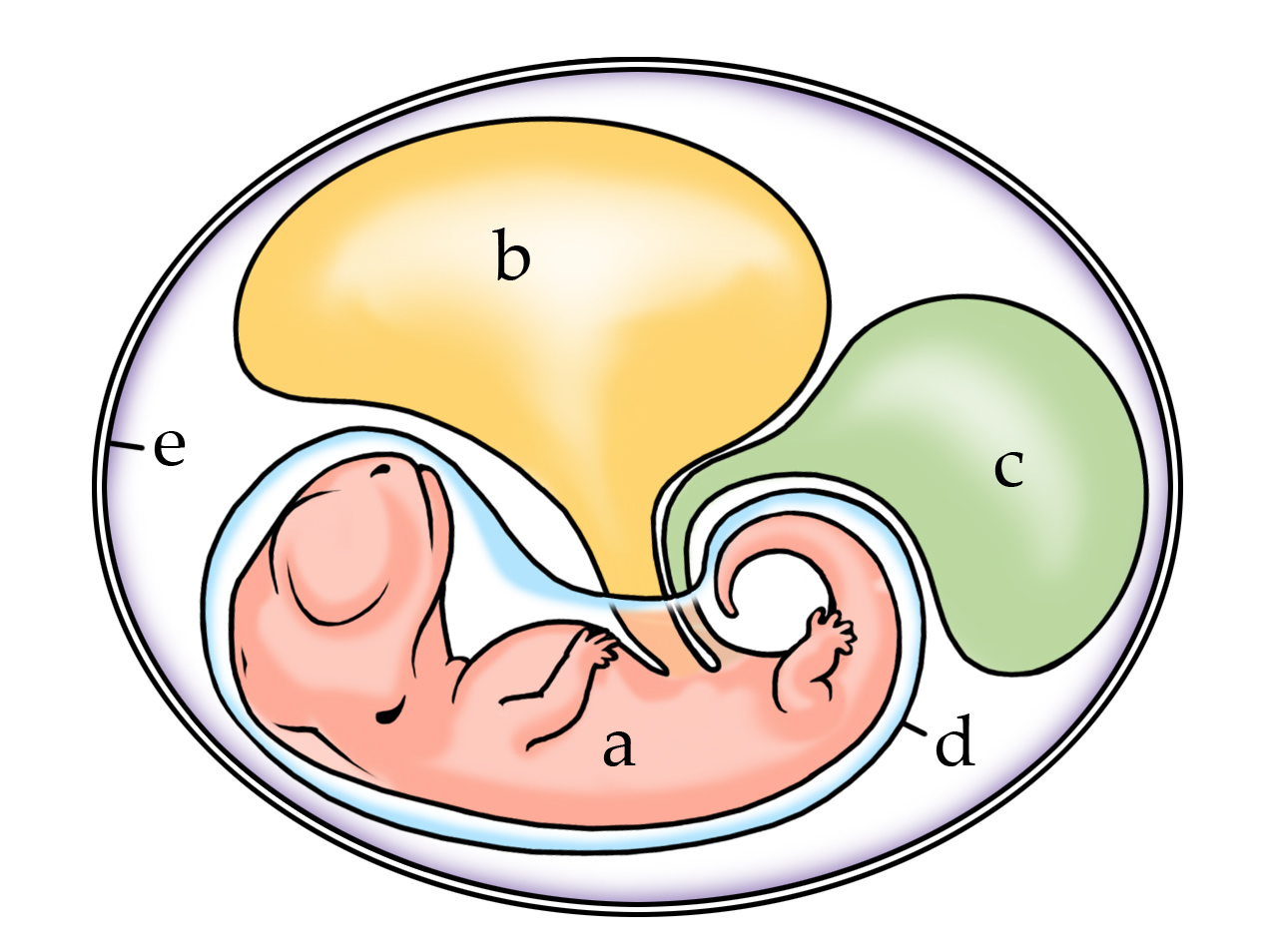
Schematisch dargestellt ein amniotisches Ei mit dem Embryo (a) und den vier extraembryonalen Membranen: b = Dottersack, c = Allantois, d = Amnion, e = Serosa (Chorion)

Die Flüssigkeit im Amnion der Amnioten wird Fruchtwasser genannt, und Amnion und Serosa bilden als Fetalmembranen im fortgeschrittenen Fötalstadium zusammen die Fruchtblase.
Bei den meisten Amnioten entstehen Amnion und Serosa durch gemeinsames Auffalten des äußeren (Ektoderm) und mittleren Keimblatts (Mesoderm) mit anschließendem Zusammenschluss „oberhalb“ der Dorsalseite des Embryos. Man spricht in diesen Fällen auch von einem Faltamnion. Der Raum zwischen Amnion und Serosa heißt extraembryonales Coelom und ist von mesodermalen Zellen ausgekleidet. Einige Säugetiere, darunter der Mensch, bilden jedoch kein Faltamnion, sondern ein Spaltamnion (Schizamnion), d. h. im oberen Teil der inneren Zellmasse der Blastocyste (Epiblast) bildet sich ein Hohlraum, dessen begrenzende Zelllagen sich zum Amnion ausdifferenzieren („abspalten“). Bei den „echten“ Säugetieren (Theria) ist ein Teil der Serosa an der Bildung der Plazenta beteiligt, die bei den plazentalen Säugetieren (Eutheria) besonders kräftig ausgebildet ist. An der Plazenta ist jedoch nicht nur embryonales, sondern mit einem Teil der Gebärmutterschleimhaut (Dezidua) auch mütterliches Gewebe beteiligt.
Amnion und Serosa werden auch als extraembryonale Membranen bezeichnet. Zwei weitere solcher Membranen sind der Dottersack und die Allantois (embryonale Harnblase). Beide sind von einem Blutgefäßsystem durchzogen und stülpen sich in das extraembryonale Coelom vor. Der Dottersack ist über den Dotterstiel mit dem embryonalen Mitteldarm verbunden. Die Allantois ist mit dem embryonalen Enddarm verbunden. Neben der Exkretion übernimmt die Allantoismembran bei den Sauropsiden („Reptilien“ und Vögeln) den Gasaustausch im Ei. Hierbei verschmilzt sie sukzessive mit der Serosa zur Chorioallantois. Während der embryonale Anteil der Plazenta bei Beutelsäugern durch Verschmelzung von Teilen der Dottersackmembran mit der Serosa gebildet wird (Dottersackplazenta), wird er bei den plazentalen Säugern durch Verschmelzung von Teilen der Allantoismembran mit der Serosa gebildet (Allantochorion-Plazenta). Die Verbindung zwischen Allantois bzw. Plazenta und fetalem Darm heißt bei den plazentalen Säugern Nabelschnur.